# Eugenia cowellii
Eugenia cowellii är en myrtenväxtart som beskrevs av Nathaniel Lord Britton och Percy Wilson. Eugenia cowellii ingår i släktet Eugenia och familjen myrtenväxter.
Artens utbredningsområde är Kuba. Inga underarter finns listade i Catalogue of Life.